# Schmorsdorf
Schmorsdorf ist ein Ortsteil der Gemeinde Müglitztal des Landkreises Sächsische Schweiz-Osterzgebirge in Sachsen und liegt in der Nähe von Maxen, rund 18 Kilometer vom Stadtzentrum Dresden im Südosten der Landeshauptstadt. 
Bemerkenswert in Schmorsdorf ist die mitten im Ort stehende imposante Linde. Das Alter dieser Linde wird auf 400 bis 800 Jahre geschätzt. Schriftlich erwähnt wird der Baum erstmals während des Dreißigjährigen Krieges um 1630. Heute steht die Linde unter Naturschutz.

## Museen
Am 27. Mai 2006 wurde unter der alten Schmorsdorfer Linde das Lindenmuseum Clara Schumann eröffnet. Es ist wohl Deutschlands kleinstes freistehendes Museum mit 6,85 m², außerdem das einzige deutsche Lindenmuseum und das einzige Museum für Clara Schumann. Neben dem Museum befinden sich drei alte Distanzsäulen (Lapidarium) und eine Bronze-Büste von Clara Schumann.